# Walter Brennan
Walter Andrew Brennan (Lynn, Massachusetts, 1894. július 25. – Oxnard, Kalifornia, 1974. szeptember 21. ) háromszoros Oscar-díjas amerikai színész. Ő kapta az első, a legjobb férfi mellékszereplőnek járó Oscar-díjat 1936-ban.

## Életútja
Walter Andrew Brennan néven született egy család második gyermekeként a Massachusetts állambeli Lynn-ben, alig két mérföldre családja otthonától Swampscottól. Testvérei William John Brennan (1868. szeptember 2., Malden, Massachusetts , - 1936. augusztus 17., Pasadena, Kalifornia), és Margaret Elizabeth Flanagan (1869. június 4., Charlestown, Massachusetts - 1955. február 1., szintén Pasadena). Szülei ír származásúak voltak. Apja idősebb Brennan mérnök és feltaláló volt.
Walter Brennan fiatalon mérnöki tudományt tanult a massachusettsi Cambridge-ben, a Rindge Műszaki Középiskolában.

### Pályafutása
Brennan az Egy gazdag ember regénye című filmért kapta a filmes elismerést, amit még kettő követett: 1938-ban a Kentucky című romantikus filmdrámáért és 1940-ben az Ember a láthatáron című westernért. Jack Nicholson és Daniel Day-Lewis mellett ő a harmadik színész, aki három Oscar-díjban részesült és az egyetlen, aki mindhármat mellékszereplőként kapta. Brennant 1941-ben is jelölték a York őrmester című háborús filmért, de ebben az évben nem ő részesült a díjban.

### Magánélete
1920-ban Brennan feleségül vette Ruth Caroline Wellst (1897. december 8. - 1997. január 12.), aki Arthur George Wells (1867-1930) és Jane Young Brown Wells (1872-1944) lánya volt. Házasságukból három közös gyermekük született: két fia, Arthur Mike Brennan (1921) és Andy Brennan (születési és egyéb adatai hiányosak), végül pedig egy lánya, Ruth Caroline Brennan Lademan (1924. szeptember 22. - 1997. október 27.).

### Halála

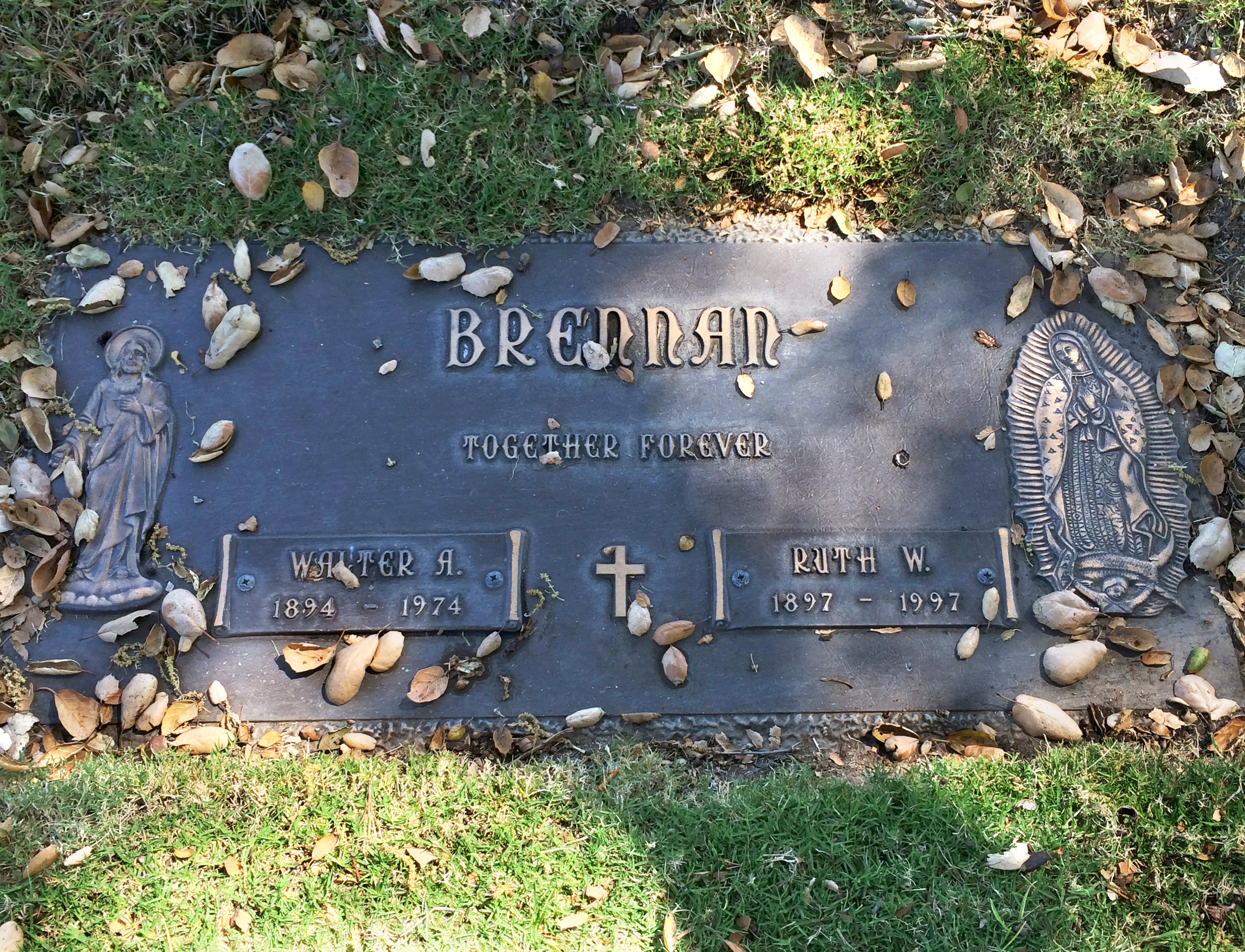
Walter Brennan sírja, a San Fernando Mission Temetőben

Brennan a kaliforniai Oxnard Ventura Countyben halt meg 80 évesen. Halálát krónikus obstruktív légúti betegség okozta. Földi maradványait a Los Angeles-i San Fernando Mission Temetőbe temették el.

## Filmográfia
- 1975 - Smoke in the Wind ... H. P. Kingman
- 1972 - Home for the Holidays ... Benjamin Morgan
- 1972 - Two for the Money ... Cody Guilford
- 1970 - The Young Country ... Sheriff Matt Fenley
- 1969 - Támogasd a seriffed! (Support Your Local Sheriff!) ... Danby papa
- 1962 - A vadnyugat hőskora (How the West Was Won) ... Jeb Hawkins ezredes
- 1959 - Rio Bravo ... Stumpy
- 1957 - Tammy and the Bachelor
- 1955 - Cowboy az aranyásók között (The Far Country) ... Ben
- 1955 - Rossz nap Black Rocknál (Bad Day at Black Rock) ... ifjabb T.R. Velie
- 1954 - Az apacsok lázadása Four (Guns to the Border) ... Simon Bhumer
- 1950 - Singing Guns ... Dr. Johnathon Mark
- 1949 - A különítmény (Task Force) ... Pete Richard
- 1948 - Véres hold (Blood on the Moon) ... Kris Barden
- 1948 - Vörös folyó (Red River) ... Groot Nadine
- 1946 - Clementina, kedvesem (My Darling Clementine) ... Clanton öregember
- 1946 - Ellopott élet (A Stolen Life) ... Eben Folger
- 1945 - Dakota ... Captain Bounce
- 1944 - A hercegnő és a kalóz (The Princess and the Pirate) ... Kelekótya
- 1944 - Egyszer lenn, egyszer fenn (To Have and Have Not) ... Eddie
- 1943 - A hóhér halála (Hangmen Also Die) ... Novotny professzor
- 1942 - The Pride of Yankees
- 1942 - Állj cselekvésre készen! (Stand by for Action)
- 1942 - A Yankee-k dicsősége (The Pride of the Yankees) ... Sam Blake
- 1941 - Az utca embere (Meet John Doe) ... The Colonel
- 1941 - York őrmester (Sergeant York) ... Rosier Pile lelkész
- 1940 - Ember a láthatáron (The Westerner) ... Roy Bean bíró
- 1940 - Északnyugati átjáró (Northwest Passage (Book I - Rogers' Rangers))
- 1940 - Maryland ... William Stewart
- 1939 - Stanley, a riporterek királya (Stanley and Livingstone) ... Jeff Slocum
- 1939 - Vernon és Irene Castle története (The Story of Vernon and Irene Castle) ... Walter Ash
- 1938 - Floridai kaland (The Cowboy and the Lady) ... Sugar
- 1938 - The Buccaneer ... Ezra Peavey
- 1938 - Tamás urfi kalandjai (The Adventures of Tom Sawyer) ... Muff Potter
- 1938 - Kentucky ... Peter Goodwin
- 1936 - Banjo on My Knee ... Newt Holley
- 1936 - Ártatlanok (These Three) ... taxisofőr
- 1936 - Egy gazdag ember regénye (Come and Get It) ... Swan Bostrom
- 1936 - Téboly (Fury) ... Buggs Meyers
- 1935 - Húszéves lány (Alice Adams)
- 1935 - Aranyásók 1935-ben (Gold Diggers of 1935) ... Bellboy / Porter
- 1935 - Utolsó éjszaka (The Wedding Night) ... Bill Jenkins
- 1935 - Barbary Coast ... Old Atrocity
- 1935 - Frankenstein menyasszonya (Bride of Frankenstein) ... szomszéd
- 1934 - Színes fátyol (The Painted Veil)
- 1934 - Gályarab (Great Expectations) ... Prisoner on Ship
- 1934 - Halálhajó (Whom the Gods Destroy) ... Clifford
- 1934 - Féktelen szerelem (Fugitive Lovers) ... 2nd Bus Driver
- 1933 - A láthatatlan ember (The Invisible Man) ... férfi a kerékpárral
- 1933 - Kokain (Parachute Jumper) ... Counterman at Jewel Diner
- 1932 - A repülő halál (The Airmail Mystery) ... Holly
- 1932 - A vadnyugat törvénye (Law and Order) ... Lanky Smith
- 1931 - Lángbörtön (Heroes of the Flames) ... Bit Part in Chapter Twelve
- 1930 - A csempészdiktátor (See America Thirst) ... Spumoni Bodyguard
- 1930 - Jazzkirály (King of Jazz)
- 1928 - A bűnbanda (The Racket)
- 1927 - Az utolsó előadás (The Last Performance) ... Clown
- 1926 - The Ice Flood ... Lumberjack
- 1925 - Lorraine of the Lions ... Minor Role

## Fordítás
- Ez a szócikk részben vagy egészben  a   Walter Brennan című angol Wikipédia-szócikk fordításán alapul.  Az eredeti cikk szerkesztőit annak laptörténete sorolja fel. Ez a jelzés csupán a megfogalmazás eredetét és a szerzői jogokat jelzi, nem szolgál a cikkben szereplő információk forrásmegjelöléseként.